# Миланович, Милан (1963)
Милан Миланович (серб. Милан Милановић; род. 10 января 1963, Белград) — югославский и сербский футболист и тренер.

## Карьера
Тренерскую карьеру начал в середине 90-х годов, тренировал фарерские команды «ВБ Вагур» и «Твёройри». В 2009 году возглавил клуб «Лакташи» из Боснии и Герцеговины, в 2011 году стал работать помощником главного тренера в «Шерифе», 29 мая 2012 года назначен главным тренером команды, а уже 10 августа был уволен, после того как его команда в третьем отборочном раунде Лиги чемпионов не смогла пройти «Динамо» Загреб, проиграв с общим счётом 0:5. В сентябре 2012 года подписал контракт с клубом «Хайдук» (Кула). Затем поработал в сербских командах «Нови-Пазар», ОФК и «Раднички» (Ниш). С июля 2014 года стал главным тренером сербского «Рада». В 2019 году стал главным тренером казахстанского «Иртыша». В 2021 году возглавил армянский клуб «Алашкерт».

## Личная жизнь
Женат, отец двоих детей.